# Sjiroki dol
Sjiroki dol (bulgariska: Широки дол) är ett distrikt i Bulgarien.   Det ligger i kommunen Obsjtina Samokov och regionen Sofijska oblast, i den västra delen av landet, 40 km söder om huvudstaden Sofia.
Trakten runt Sjiroki dol består till största delen av jordbruksmark. Runt Sjiroki dol är det ganska glesbefolkat, med 38 invånare per kvadratkilometer.